# Centraal Busstation Tel Aviv
Centraal Busstation Tel Aviv (Hebreeuws: התחנה המרכזית החדשה, HaTahana HaMerkazit HaHadasha) is een groot openbaar-vervoerknooppunt in de Israëlische stad Tel Aviv. De bouw van het busstation begon in 1967 en werd pas voltooid in 1993. Het Centraal Busstation Tel Aviv telt zeven verdiepingen met ruim 1000 winkels en restaurants, 29 roltrappen en 13 liften. Ten tijde van de opening was dit het grootste busstation ter wereld.

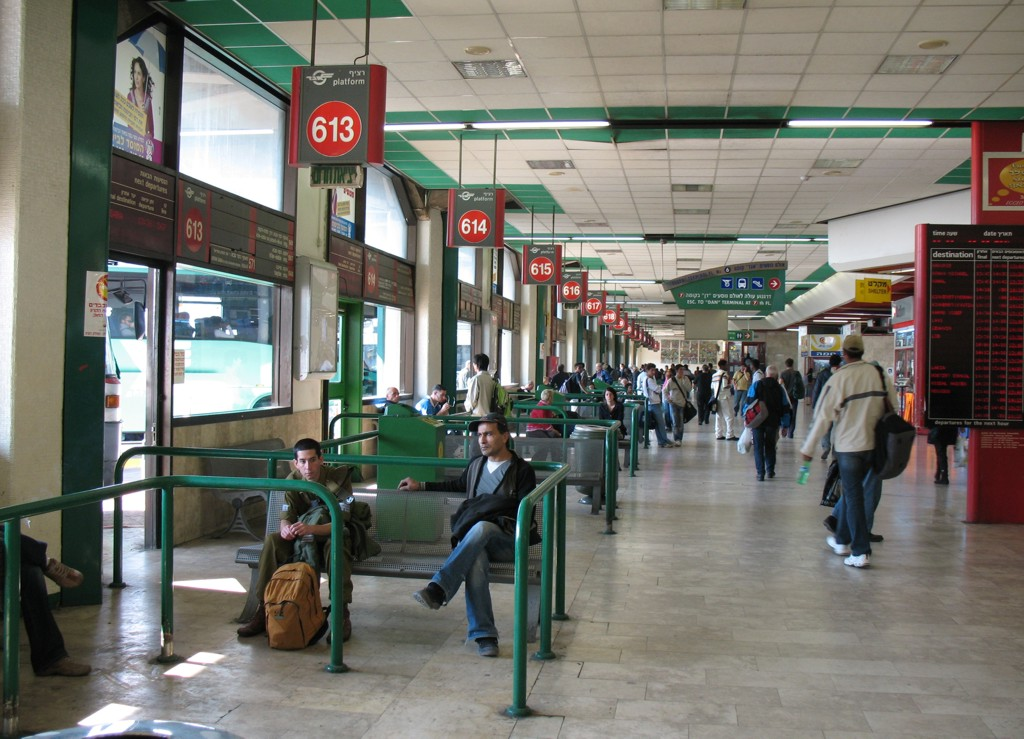
Platforms in de vertrekhal op de zesde verdieping

Centraal Busstation Tel Aviv ligt op 400 meter van Station Tel Aviv Hahagana, maar er is geen rechtstreekse verbinding tussen deze knooppunten.

## Geschiedenis
De bouw ving aan op 14 december 1967, maar werd vroegtijdig stilgelegd wegens financiële problemen. Op 18 augustus 1993 vond de opening van het Centraal Busstation plaats. De openingsceremonie werd bijgewoond door premier Yitzhak Rabin en de burgemeester van Tel Aviv Shlomo Lahat. De vertraagde bouwwerkzaamheden leidde ertoe dat het busstation gezien werd als een zogeheten witte olifant. Tijdens de openingsceremonie werd daarom een ballon in de vorm van een witte olifant opgelaten.
Op 5 januari 2003 pleegden Al-Aqsa-terroristen een bomaanslag op het busstation, waarbij 22 doden en meer dan 100 gewonden vielen.

## Problemen en kritiek
Centraal Busstation Tel Aviv heeft te kampen gehad met verloedering en achterstallig onderhoud. Vanwege de ligging in het armste deel van de stad verblijven er drugsverslaafden, prostituees en daklozen rond het busstation.

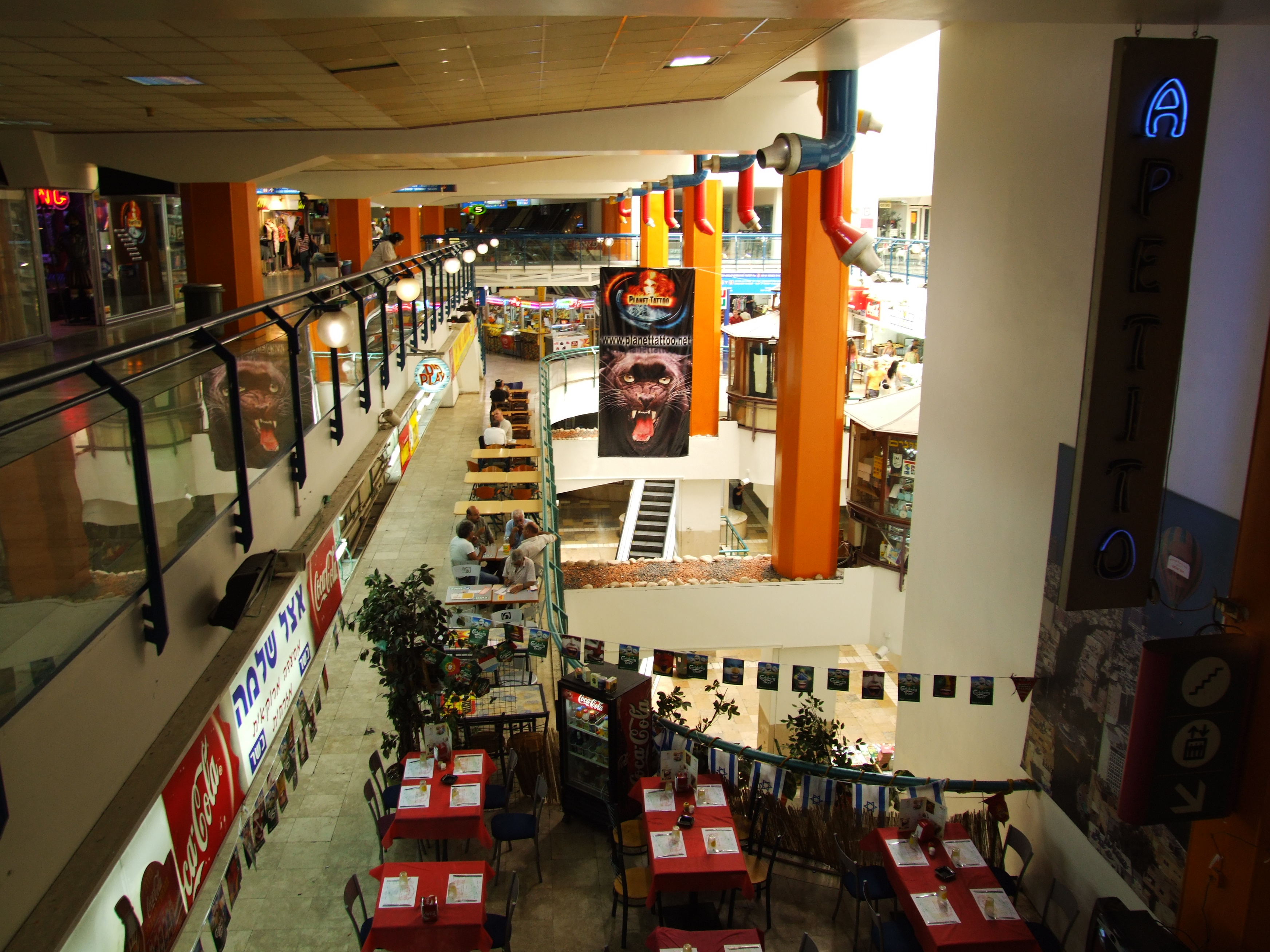
Zicht vanaf de zesde verdieping in het winkelgedeelte

In 2012 werd door de eigenaren van het busstation een faillissement aangevraagd.
Ook is er kritiek op het complexe ontwerp van het busstation, waardoor het lastig is de juiste route te vinden. Bovendien wordt gesteld dat het karakter van busstation niet aansluit op de omliggende buurt.